# Challenger de Dortmund
El Internationaler Apano Cup es un torneo profesional de tenis. Pertenece al ATP Challenger Series. Se juega desde el año 2011 sobre pistas de polvo de ladrillo, en Dortmund, Alemania.

## Palmarés

### Individuales
| Año  | Campeón        | Finalista       | Resultado |
| ---- | -------------- | --------------- | --------- |
| 2011 | Leonardo Mayer | Thomas Schoorel | 6–3, 6–2  |

### Dobles
| Año  | Campeones                  | Finalistas                           | Resultado |
| ---- | -------------------------- | ------------------------------------ | --------- |
| 2011 | Dominik Meffert Björn Phau | Teymuraz Gabashvili Andrey Kuznetsov | 6–4, 6–3  |